# Kevin Windham
Kevin Windham (Baton Rouge, Louisiana, 28 februari 1978) is een Amerikaans voormalig motorcrosser.

## Carrière
Halverwege het seizoen 1994 werd Windham professioneel motorcrosser, met Kawasaki. Door zijn goede prestaties kreeg hij een contract aangeboden door Yamaha voor 1995. Dat jaar stond hij meteen vijfmaal op het podium in het 125cc Supercross East Coast kampioenschap, en werd vijfde in de eindstand. In de outdoors bleef het bij enkele top vijf plaatsen. Het seizoen 1996 was het jaar van de doorbraak. Met zes overwinningen wist hij kampioen te worden in het SX 125cc West Coast kampioenschap. Hij werd tweede in de eindstand van het outdoorkampioenschap. In 1997 volgde hij zichzelf op als supercrosskampioen. In de outdoors wist hij drie wedstrijden te winnen. Datzelfde jaar won hij ook een supercrosswedstrijd in de 250cc, toen hij nog voltijds 125cc-piloot was. Hij is tot nog toe de eerste en enige die daarin slaagde.
Vanaf 1998 stapte Windham definitief over naar de 250cc. Hij won meteen twee supercrosswedstrijden en eindigde vierde in de eindstand. Hij stond tweemaal op het podium in de outdoors, tot hij een been brak. Na problemen omtrent contractbesprekingen verliet Windham Yamaha en tekende voor Honda. In 1999 won Windham twee supercrosswedstrijden en vier outdoors. In het outdoorkampioenschap werd hij tweede achter Greg Albertyn. Eind dat jaar besloot Windham deel te nemen aan de Grand Prix 250cc van de Verenigde Staten, tellend voor het Wereldkampioenschap motorcross. Dit deed hij nadat Stefan Everts verklaarde dat de Amerikaanse rijders lafaards waren omdat ze hun vrije weekend van het Amerikaans kampioenschap niet durfden op te offeren. Windham won overtuigend de GP en het duurde jaren voor hij en Everts weer door dezelfde deur konden. In 2000 had Windham het wat moeilijker en kwam niet verder dan één overwinning. Hij verloor beide keren de titel, aan Jeremy McGrath en Ricky Carmichael. Vanaf 2002 kwam Windham uit op Suzuki. Hij kende een moeilijk seizoen en brak ook nog eens zijn dijbeen. Hij reed gans het seizoen niet meer en dacht zelfs aan stoppen. Hij liet het supercrosskampioenschap 2003 schieten om tijd door te brengen met zijn gezin.
Na meer dan een jaar afwezigheid besloot hij terug te keren in het outdoorkampioenschap, opnieuw op Honda. Hij wou vooral terug plezier beleven aan de sport. Dat seizoen bleek een van zijn beste ooit te worden. Hij won twee wedstrijden en miste het hele seizoen maar tweemaal het podium. Hij werd tweede in de eindstand na Carmichael. Hij won vijf supercrosswedstrijden in 2004, maar werd vice-kampioen achter Chad Reed. In de outdoors werd hij derde, zonder overwinningen. In 2005 werd hij derde in het supercrosskampioenschap en opnieuw tweede in de outdoors. Dat jaar won hij wel de Motorcross der Naties met de Amerikaanse ploeg. Het supercrosskampioenschap van 2006 viel in het water door een gebroken arm, maar in de outdoors wist hij wederom tweede te worden. In 2007 kreeg hij het iets moeilijker, met een vierde en vijfde eindplaats als gevolg in de supercross en de outdoors. 2008 bleek een van Windham's beste supercross-seizoenen ooit te worden. Hij won viermaal en finishte nooit buiten de top vijf. Hij kwam maar enkele punten tekort voor de titel in het voordeel van Reed. 2009 werd een rampjaar voor Windham met vele uitvallers. In 2010 wist hij opnieuw twee overwinningen te boeken. Het seizoen 2011 beëindigde hij als zevende nadat hij in het outdoorkampioenschap enkele geblesseerde piloten verving en enkele keren in de top tien finishte. In 2012 reed hij zijn negentiende seizoen als professioneel motorcrosser. Na een zware valpartij liep hij meerdere blessures op en liet de rest van het seizoen schieten. Hij begon nog aan het supercross-seizoen 2013, maar liet na een paar wedstrijden weten te stoppen met zijn profcarrière. Hij beweerde niet meer volop van de sport te kunnen genieten en stopte dus liever.
Kevin Windham wordt beschouwd als een van de beste motorcrossers ooit die nooit een kampioenschap wist te winnen in de hoogste categorie. Hij werd vijfmaal vice-kampioen en was een van de favorieten van de fans.

## Palmares
- 1996: AMA SX 125cc West Coast kampioen
- 1997: AMA SX 125cc West Coast kampioen
- 2005: Winnaar Motorcross der Naties

| 1 | 1999 | Verenigde Staten | Budds Creek |